# Reggie Savage
Réginald David Savage (Montreal, Quebec; 1 de mayo de 1970-Fort Lauderdale, Florida; 24 de diciembre de 2023) fue un jugador profesional de hockey sobre hielo canadiense.

## Carrera profesional
En su juventud, Savage jugó en el Quebec International Pee-Wee Hockey Tournament en un equipo menor de hockey sobre hielo proveniente de Saint-Hubert, Quebec.
Savage representó a Canadá en el World Junior Ice Hockey Championships de 1989. Seleccionado en 1988 por los Capitals, Savage también jugó para los Quebec Nordiques.
Savage se destacó como uno de los cinco jugadores de la NHL que marcó el primer gol de su carrera con un penalti.
Tras retirarse del hockey profesional, Savage trabajó como seguridad  en los Marriott Hotels & Resorts de California.

## Vida personal y muerte
Nacido en Canadá, Reggie Savage era de ascendencia jamaiquina. Falleció de cáncer el 24 de diciembre de 2023 en Fort Lauderdale, Florida a los 53 años de edad.

## Estadísticas

### Temporada regular y playoffs
| 1985–86     | Richelieu Riverains  | QMAAA       | 40  | 38  | 26  | 64  |     | 7  | 10 | 1  | 11 |     |
| 1986–87     | Richelieu Riverains  | QMAAA       | 42  | 82  | 57  | 139 | 44  | 9  | 10 | 9  | 19 | 10  |
| 1987-88     | Victoriaville Tigres | QMJHL       | 68  | 68  | 54  | 122 | 77  | 5  | 2  | 3  | 5  | 8   |
| 1988-89     | Victoriaville Tigres | QMJHL       | 54  | 58  | 55  | 113 | 178 | 16 | 15 | 13 | 28 | 52  |
| 1989-90     | Victoriaville Tigres | QMJHL       | 63  | 51  | 43  | 94  | 79  | 16 | 13 | 10 | 23 | 40  |
| 1990-91     | Washington Capitals  | NHL         | 1   | 0   | 0   | 0   | 0   | —  | —  | —  | —  | —   |
| 1990-91     | Baltimore Skipjacks  | AHL         | 63  | 32  | 29  | 61  | 10  | 6  | 1  | 1  | 2  | 6   |
| 1991-92     | Baltimore Skipjacks  | AHL         | 77  | 42  | 28  | 70  | 51  | —  | —  | —  | —  | —   |
| 1992-93     | Washington Capitals  | NHL         | 16  | 2   | 3   | 5   | 12  | —  | —  | —  | —  | —   |
| 1992-93     | Baltimore Skipjacks  | AHL         | 40  | 37  | 18  | 55  | 28  | —  | —  | —  | —  | —   |
| 1993-94     | Quebec Nordiques     | NHL         | 17  | 3   | 4   | 7   | 16  | —  | —  | —  | —  | —   |
| 1993-94     | Cornwall Aces        | AHL         | 33  | 21  | 13  | 34  | 56  | —  | —  | —  | —  | —   |
| 1994-95     | Cornwall Aces        | AHL         | 34  | 13  | 7   | 20  | 56  | 14 | 5  | 6  | 11 | 40  |
| 1995-96     | Atlanta Knights      | IHL         | 66  | 22  | 14  | 36  | 118 | —  | —  | —  | —  | —   |
| 1995-96     | Syracuse Crunch      | AHL         | 10  | 9   | 5   | 14  | 28  | 16 | 9  | 6  | 15 | 54  |
| 1996-97     | Springfield Falcons  | AHL         | 68  | 32  | 25  | 57  | 103 | 17 | 6  | 7  | 13 | 24  |
| 1997-98     | Kansas City Blades   | IHL         | 51  | 6   | 10  | 16  | 60  | —  | —  | —  | —  | —   |
| 1997–98     | San Antonio Dragons  | IHL         | 22  | 6   | 12  | 18  | 24  | —  | —  | —  | —  | —   |
| 1997–98     | Orlando Solar Bears  | IHL         | 10  | 5   | 5   | 10  | 18  | 17 | 2  | 9  | 11 | 60  |
| 1998-99     | HC Asiago            | AL          | 27  | 25  | 27  | 52  | 69  | —  | —  | —  | —  | —   |
| 1998-99     | HC Asiago            | ITA         | 16  | 18  | 15  | 33  | 8   | 2  | 1  | 0  | 1  | 22  |
| 1999-2000   | Syracuse Crunch      | AHL         | 78  | 36  | 34  | 70  | 135 | 4  | 0  | 0  | 0  | 8   |
| 2000-01     | Syracuse Crunch      | AHL         | 78  | 37  | 24  | 61  | 90  | 5  | 0  | 2  | 2  | 16  |
| 2001–02     | EHC Biel-Bienne      | CHE.2       | 20  | 11  | 8   | 19  | 14  | —  | —  | —  | —  | —   |
| 2001–02     | EHC Visp             | CHE.2       | 11  | 6   | 3   | 9   | 8   | —  | —  | —  | —  | —   |
| 2002-03     | HC Asiago            | ITA         | 24  | 8   | 19  | 27  | 30  | —  | —  | —  | —  | —   |
| 2003-04     | Milwaukee Admirals   | AHL         | 1   | 0   | 0   | 0   | 0   | —  | —  | —  | —  | —   |
| 2003-04     | Rockford IceHogs     | UHL         | 24  | 3   | 7   | 10  | 31  | —  | —  | —  | —  | —   |
| 2004-05     | Toledo Storm         | ECHL        | 17  | 2   | 1   | 3   | 8   | —  | —  | —  | —  | —   |
| Totales NHL | Totales NHL          | Totales NHL | 34  | 5   | 7   | 12  | 28  | —  | —  | —  | —  | —   |
| Totales AHL | Totales AHL          | Totales AHL | 481 | 259 | 183 | 442 | 557 | 62 | 21 | 22 | 43 | 148 |
| Totales IHL | Totales IHL          | Totales IHL | 149 | 39  | 41  | 80  | 220 | 17 | 2  | 9  | 11 | 60  |

### Internacional
| Año  | Equipo | Evento |   | GP | G | A | Pts | PIM |
| ---- | ------ | ------ | - | -- | - | - | --- | --- |
| 1989 | Canadá | WJC    | 7 | 4  | 5 | 9 | 4   |     |